# Аль-Ватік
Аль-Ватік (*18 квітня 812 — 10 серпня 847) — 9-й володар багдадського халіфату у 842—847 роках. Тронне ім'я перекладається як «Той, хто довіряє Богу» (інший варіант «Той, хто покладає надію на Бога»). Повне ім'я Абу Джа'фар Гарун ібн Мухаммед аль-Мутасім аль-Ватік біллах.

## Життєпис
Походив з династії Аббасидів. Старший син халіфа аль-Мутасіма. Його матір'ю була рабиня-грекиня Каратіс, яку араби захопили в кордонах Візантійської імперії. Народився у 812 році під час здійснення його батьком і матір'ю хаджу до Мекки (за іншою версією він народився у Багдаді). На честь діда отримав ім'я Гарун. Замолоду здобув поверхову освіту. У 836 році разом з батьком перебрався до Самарри.
У 842 році після смерті аль-Мутасіма став новим халіфом. Того ж року після повернення з хаджу померла його мати. На відміну від батька не особливо цікавився державними справами, передоручивши їх слугам (візиру Мухаммад ібн аль-Зайяту та верховному каді Ахмад ібн Абу-Дуаду) та мамлюкам (Ашину, Ітаху, Васіфу). Халіф більше уваги приділяв бенкетам, полюванням та іншим розвагам. Втім у 843 році за намовою візира влаштував репресії проти низки сановників середньої ланки, конфіскувавши їхнє майно. Водночас відсторонив від урядування мамлюків на чолі з Ашином. При цьому посилив підтримку мутазилізму, вимагаючи його сповідування усією знаттю та богословами.
У 843 році візантійські війська спробували підкорити Критський емірат, що був васалом багдадського халіфату. Це було сприйнято аль-Ватіком як оголошення війни Візантією. У 844 році розпочалася відкрита війна. Спочатку загони халіфату сплюндрували центральну частину Малої Азії, а деякі дійшли до Босфорської протоки, потім у вирішальній битві при Мавропотамі візантійцам завдано нищівної поразки.
У 845 році внаслідок недбалої політику валі (намісника) Хіджазу почалися сутички з племенами Бану-Сулайм і Бану-Кінанах. Через це аль-Ватік вимушений був спрямувати війська на чолі із мамлюком Бугою аль-Кабіром для придушення заворушень, що почали ці племена. Останні сплюндрували околиці Медіни та Мекки. Втім зрештою їх було приборкано. Проте аль-Ватік не став розгортати новий наступ на Константинополь. У 845 році було укладено мирний договір.
У 846 році аль-Ватіку вдалося придушити заколот у Багдаді та Самаррі, спрямований проти нього невдоволеними сановниками і улемами його прихильністю до течії мутазилізму. Того ж року халіф спрямував війська проти роду Нумайридів, які фактично стали напівнезалежними в басейні річки Діяла (притока Тигру), але у 847 році мамлюки на чолі із бугою аль-Кабіром зазнали поразки.
У 847 році аль-Ватік помер від гарячки (можливо, це було запалення легень), побувавши у холодній воді. Йому спадкував брат аль-Мутеваккіль.

## Родина
- Мухаммед (д/н—870), 14-й халіф у 869—870 роках